# Union (Ohio)
Union es una ciudad ubicada en el condado de Montgomery en el estado estadounidense de Ohio. En el Censo de 2010 tenía una población de 6419 habitantes y una densidad poblacional de 347,8 personas por km².

## Geografía
Union se encuentra ubicada en las coordenadas 39°54′59″N 84°17′28″O / 39.91639, -84.29111. Según la Oficina del Censo de los Estados Unidos, Union tiene una superficie total de 18.46 km², de la cual 18.26 km² corresponden a tierra firme y (1.07%) 0.2 km² es agua.

## Demografía
Según el censo de 2010, había 6419 personas residiendo en Union. La densidad de población era de 347,8 hab./km². De los 6419 habitantes, Union estaba compuesto por el 93.46% blancos, el 3.61% eran afroamericanos, el 0.19% eran amerindios, el 0.67% eran asiáticos, el 0.02% eran isleños del Pacífico, el 0.25% eran de otras razas y el 1.81% pertenecían a dos o más razas. Del total de la población el 1.64% eran hispanos o latinos de cualquier raza.